# Fuchsia ovalis
Fuchsia ovalis là một loài thực vật có hoa trong họ Anh thảo chiều. Loài này được Ruiz & Pav. mô tả khoa học đầu tiên năm 1802.